# Торе Ериксон
 Торе Ларс-Ерик Ериксон  (Трастранд; 7. август 1937 — 17. фебруар 2017) био је шведски биатлонац, члан СК Трастранд из Трастранда. 

## Спортска биографија
Торе Ерикссон је био део успешног шведског биатлонског тима који је освојио бронзане медаље на Светском првенству у Алтенбергу 1967. године у Источној Њемачкој. Другу бронзу са штафетом освојио је на Олимпијским играма 1968. у Греноблу. Чланови штафете су поред њега били Ларс-Јеран Арвидсон, Оле Петрусон и Холмфрид Олсон. Ерикссон и даље живи у свом родном Транстранду, где је веома активан у пословима у заједници и са планинским спасилачким тимом.
Многи извори му такође приписују бронзану медаљу на првои штафетној трци на Светском првенству у биатлону 1966. у Гармиш-Партенкирхену, али то је био његов сународник и олимпијац из 1964. године Стен Ериксон
Извор који побија горњу тврдњу да Тори Ериксон није био члан штафете на Светском првенству 1966.